# Maalte

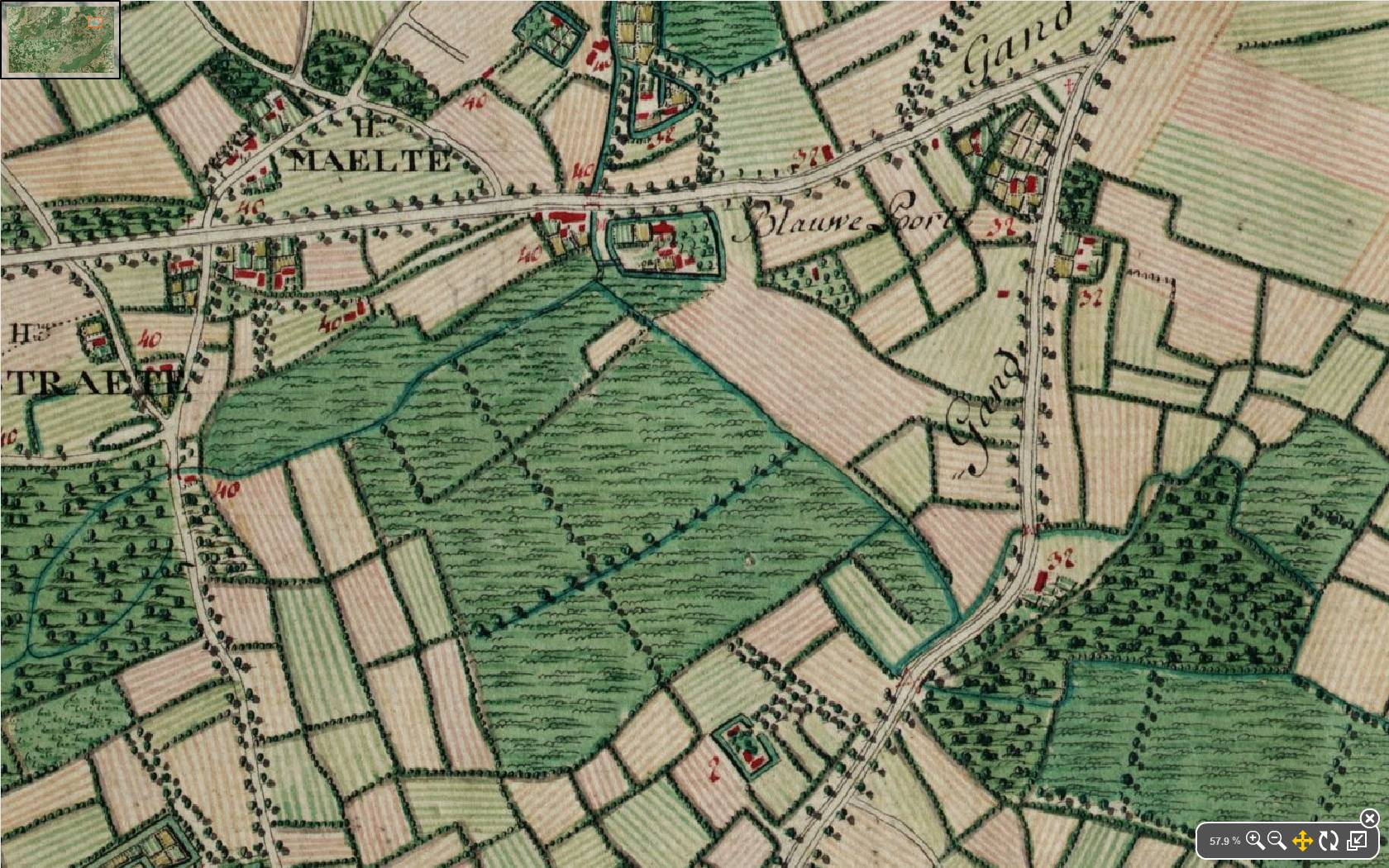
De locatie van het huidige Maaltepark werd op de kaart van Ferraris als Blauwe Poorte aangeduid. Op de kaart zijn duidelijk de Kortrijkse en Oudenaardse steenweg te herkennen. Linksbovenaan is de benaming "Maelte" te lezen.

Maalte is een gehucht aan de rand van Gent tussen Sint-Pieters-Aaigem en Sint-Pieters-Aalst. De benaming vinden we terug in straatnamen "Maaltebruggestraat" en "Maaltekouter", de bushalte "Maalte" en het Maaltebruggekasteel in het bijhorende Maaltebruggepark.

## Etymologie en geschiedenis
In 1870 schreef Frans de Potter een boek “De Geschiedenis van de Gemeenten der Oost-Vlaanderen”. Daarin wordt een vermelding gedaan van “‘t Zyckelien straetkin” (Zieklien, naar de zieke lieden die daar verbleven): een straat die “Sint-Peetersayghem” (Sint-Pieters-Aaigem) verbond met het gehucht “Maalte”. Maalte is afgeleid van het woord “maleta” en betekent net zoals het Franse “malade” en het Latijnse “malum” dat iets “ziek” is. Meer nog zou het een synoniem voor melaatsheid geweest zijn, wat doet vermoeden dat er een besmettingshaard van melaatsheid in Maalte moet zijn geweest.
De bewoners van Maalte die nog niet besmet waren, evacueerden zichzelf naar een gebied wat verder. Gezien de levensomstandigheden in dit nieuwe gebied nog niet optimaal waren, werd al eens gezegd dat ze “als een troep honden samenge-drongen” waren, of dat ze “ver-drongen” waren. In beide werkwoorden vinden we het woord “Drongen” terug én de Franse vertaling van dit spreekwoord is de verklaring voor de Franse benaming “Tronchiennes” (hond=chien), dus de gezonde mensen uit Maalte vluchtten richting Drongen.